# Anisozyga caledonica
Anisozyga caledonica är en fjärilsart som beskrevs av Thierry-mieg 1915. Anisozyga caledonica ingår i släktet Anisozyga och familjen mätare. Inga underarter finns listade i Catalogue of Life.